# Acarina
Acarina è una sottoclasse di aracnidi composta da due o tre superordini o ordini: Acariformi (o Actinotrichida), Parassitiformi (o Anactinotrichida) e Opilioacariformes; quest'ultimo è spesso considerato un sottogruppo all'interno dei parassitiformi. Il gruppo è ritenuto parafiletico, ed è quindi diviso in due gruppi monofiletici: Acariformi e Parassitiformi.

## Descrizione
Sono probabilmente tra i primi animali ad aver colonizzato la terraferma: il primo reperto fossile risale infatti a 290 milioni di anni fa.
Si tratta di animali di piccole dimensioni (da meno di un mm fino a 3 cm di lunghezza), caratterizzati dalla fusione del cefalotorace con l'addome e dall'assenza di segmentazioni evidenti. Comprendono numerose specie parassite temporanee o permanenti di animali e vegetali, responsabili di infestazioni denominate acariasi.
Gli Acari presentano una notevole varietà morfologica, potendo avere un apparato boccale adatto a scavare, succhiare o pungere grazie ai cheliceri chiusi in un rostro formato dalla base dei pedipalpi allungate e saldate a tubo; possono avere zampe adatte alla corsa, al nuoto, munite di uncini o ventose per aggrapparsi al substrato; in alcuni casi sono sprovvisti di zampe, non avendo esigenze di locomozione, come il genere Linguatula. L'apparato respiratorio è atrofico e la respirazione avviene attraverso la cute molle. La riproduzione avviene generalmente con la deposizione delle uova, da cui nascono larve esapodi che, nel corso della metamorfosi verso lo stadio adulto, acquistano il quarto paio di zampe.
Un esempio particolare di ciclo vitale è quello dell'Adactylidium: la femmina, una volta fecondata, si attacca ad un uovo di tripide, da cui riceve nutrimento – l'unico, visto che non potrà ottenerne altro. Le uova (da 6 a 9, di cui da 5 a 8 sono femmine) si schiudono nel corpo della madre, 48 ore dopo che essa si è attaccata all'uovo di tripide.
Le larve, fuoriuscitene, in un paio di giorni raggiungono lo stadio adulto, sempre all'interno del corpo materno, a spese del quale si nutrono: a questo punto l'unico maschio feconda tutte le sorelle. Infine, bucato l'involucro esterno di quel che resta del corpo della madre, il maschio non vive che poche ore, mentre le femmine, già fecondate, vanno in cerca di un altro uovo di tripide.

## Tassonomia

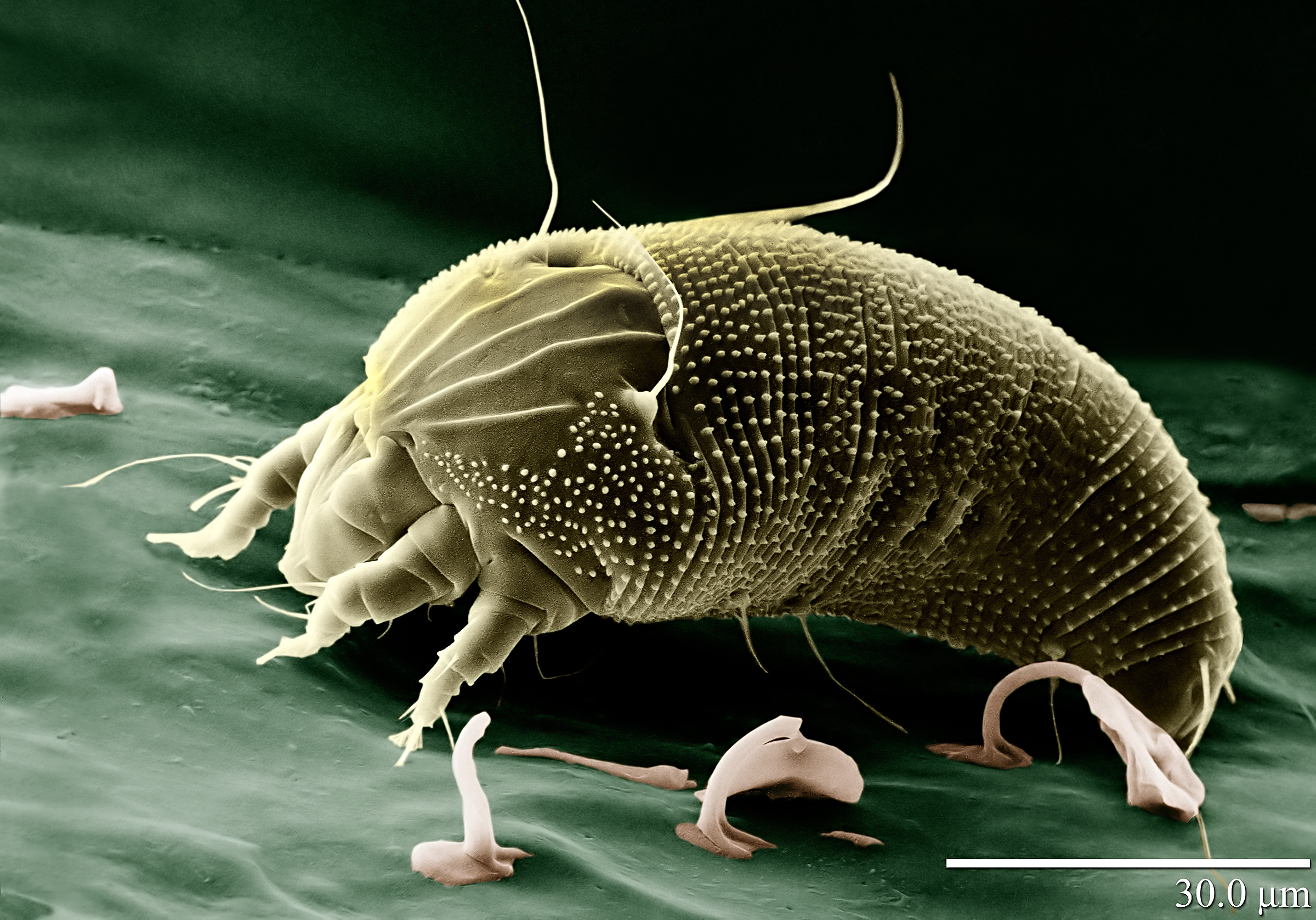
Aceria anthocoptes

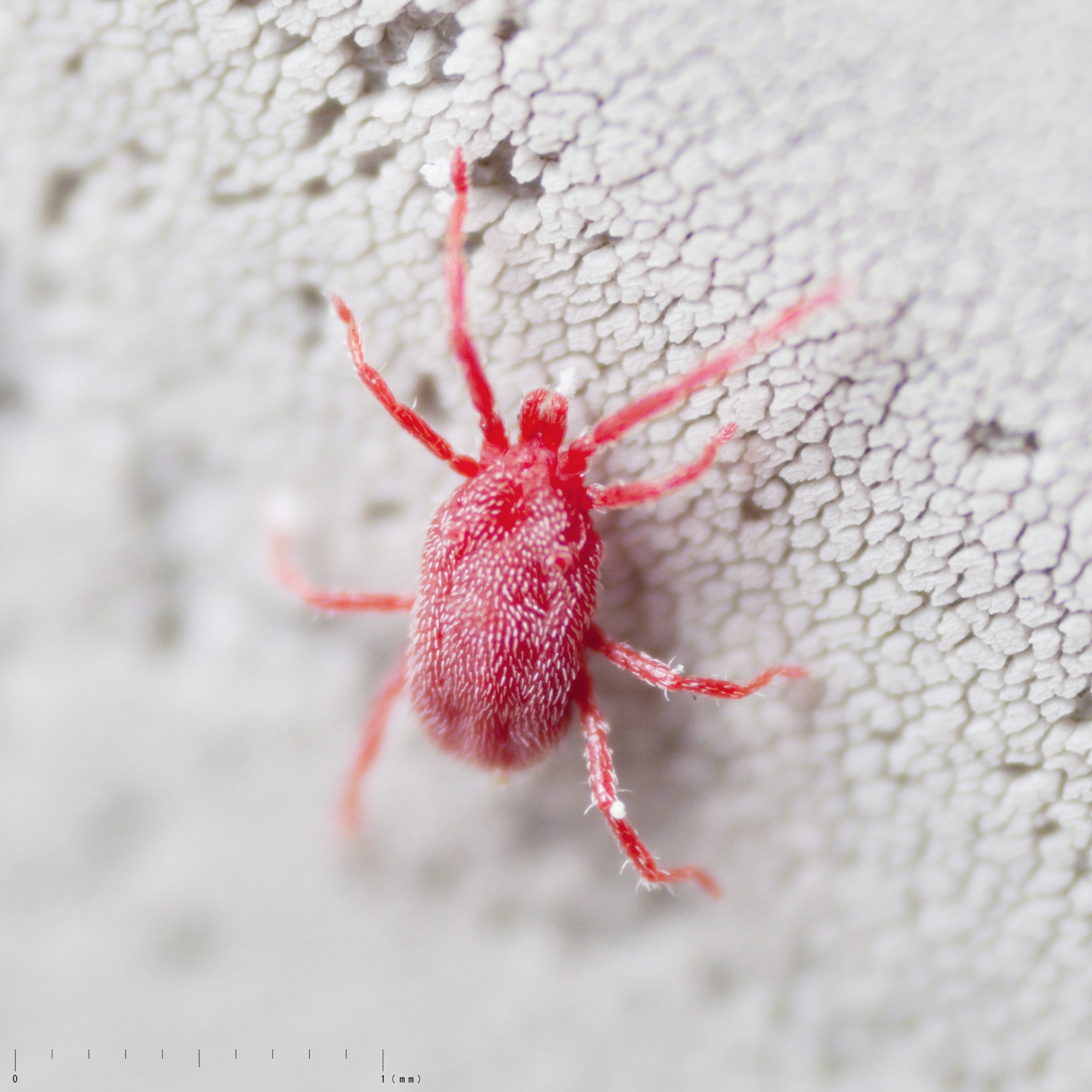
Balaustium murorum

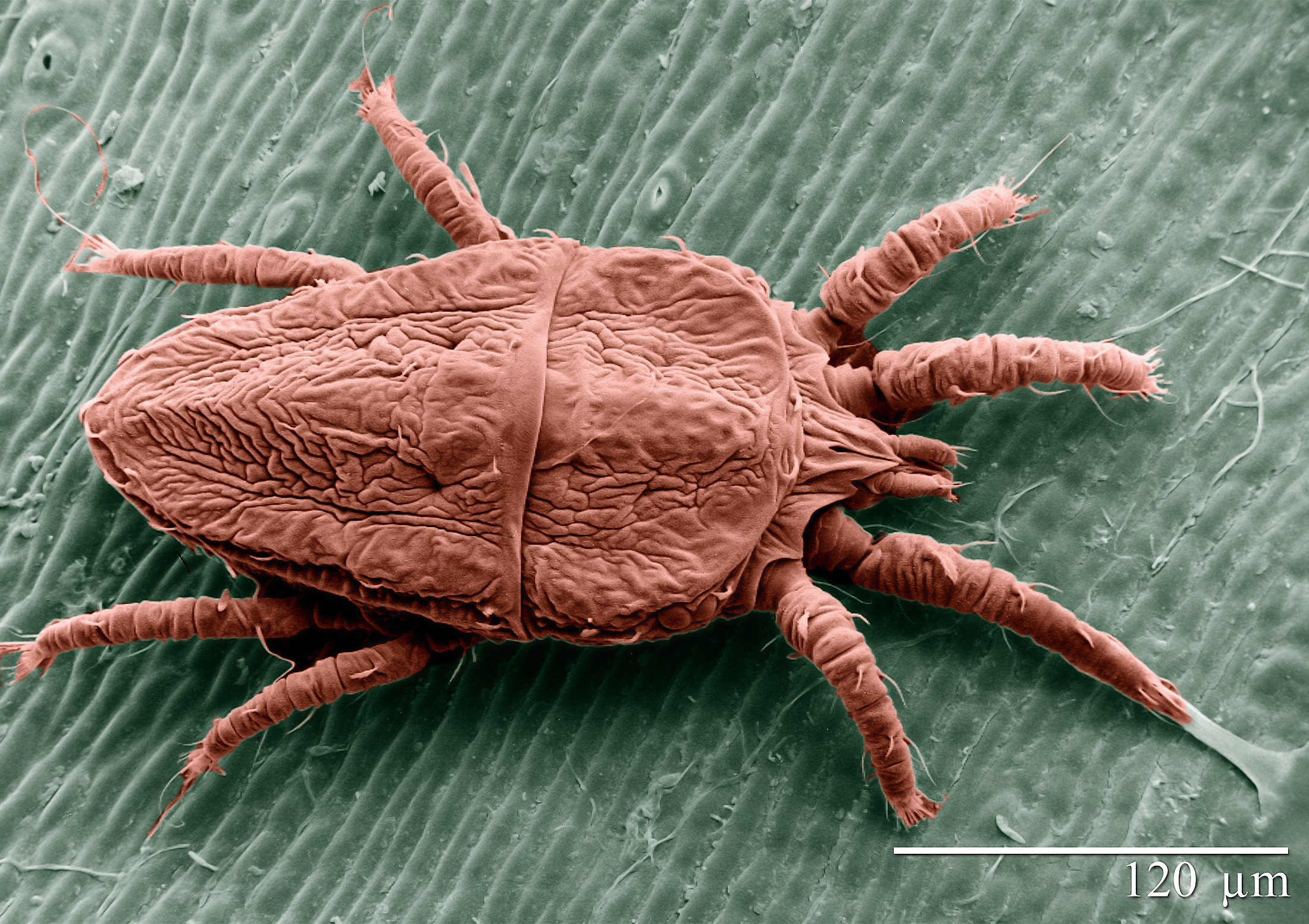
Brevipalpus phoenicis

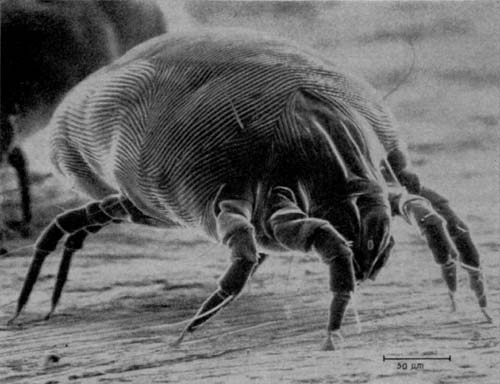
Dermatophagoides pteronyssinus

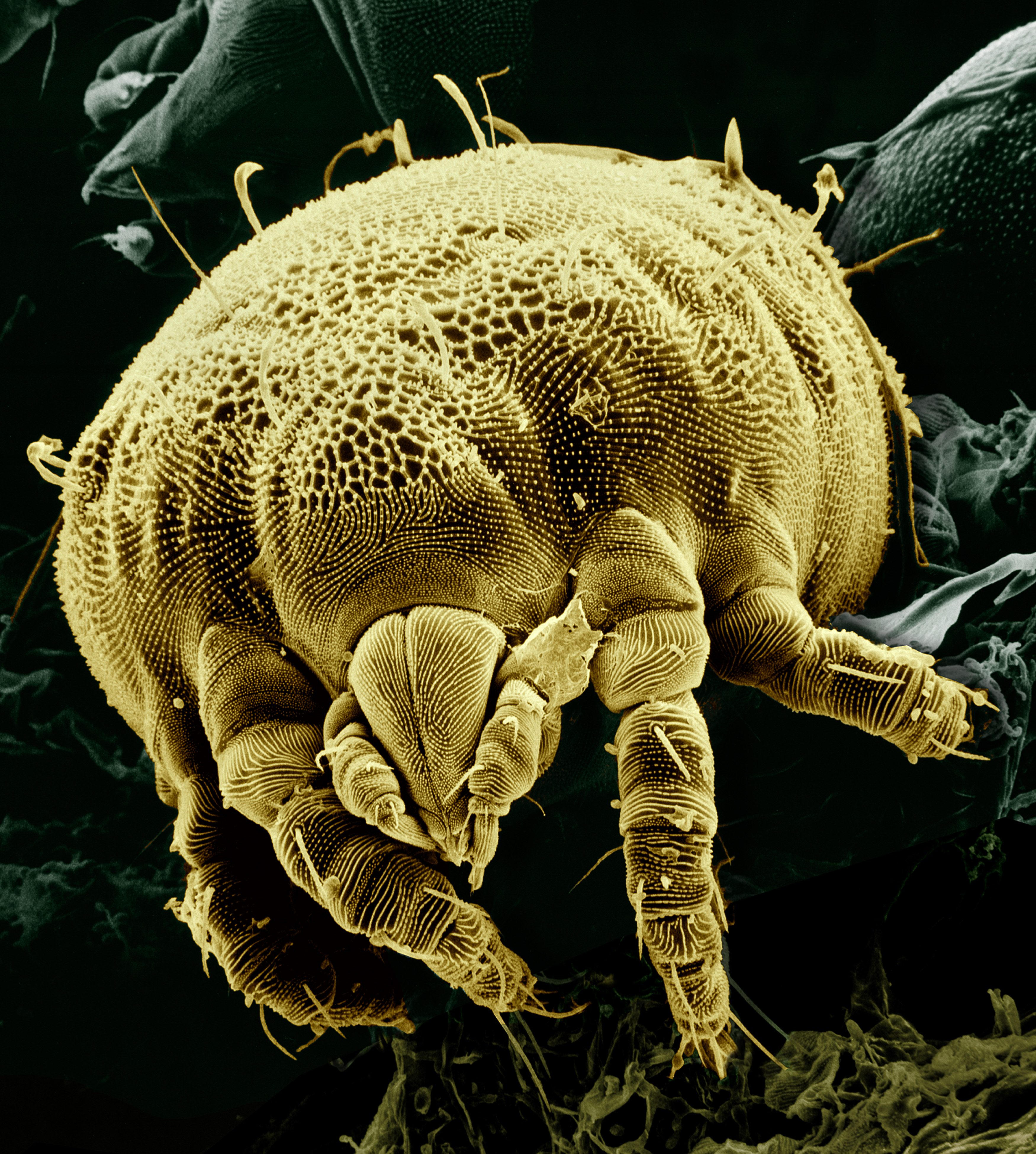
Lorryia formosa

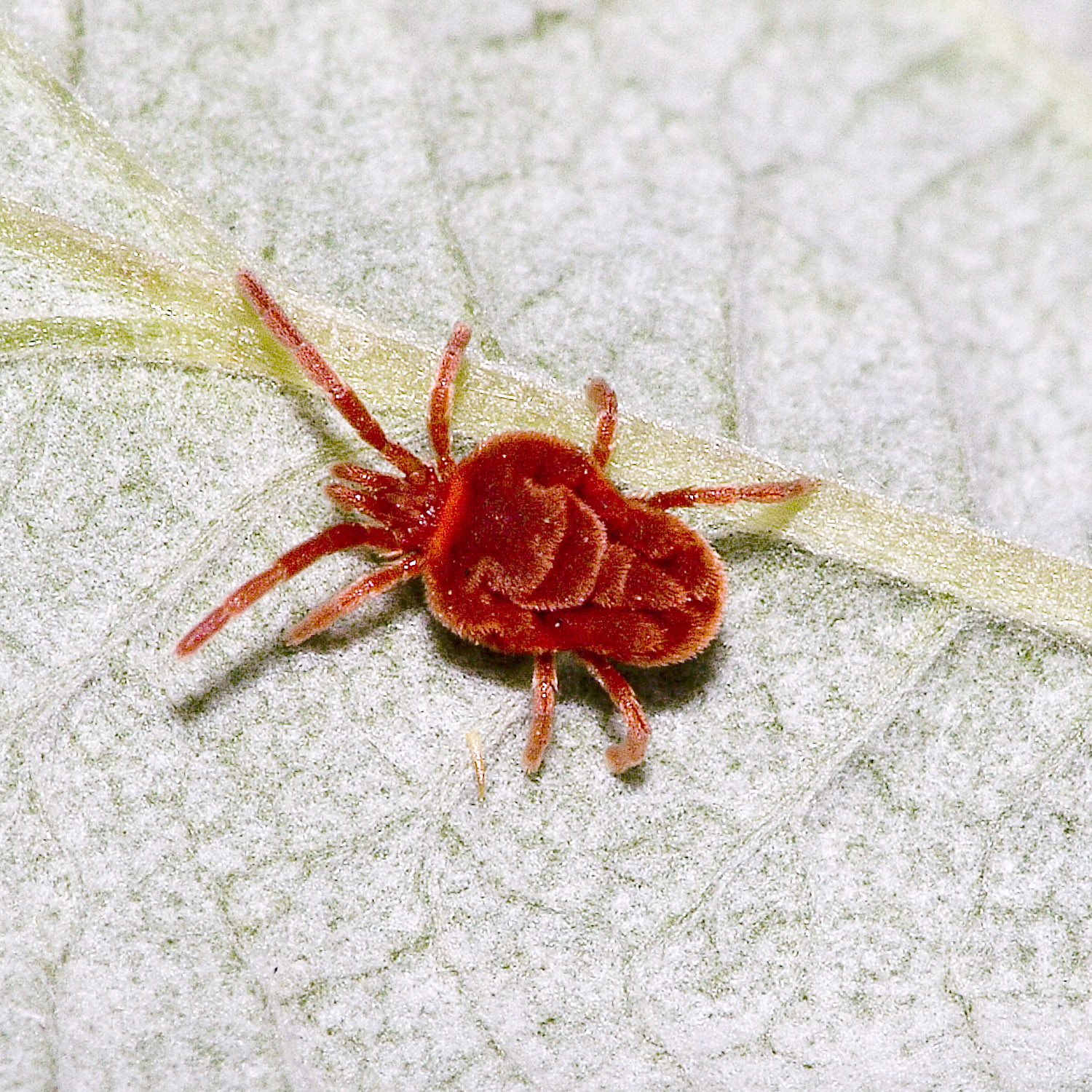
Trombidium holosericeum

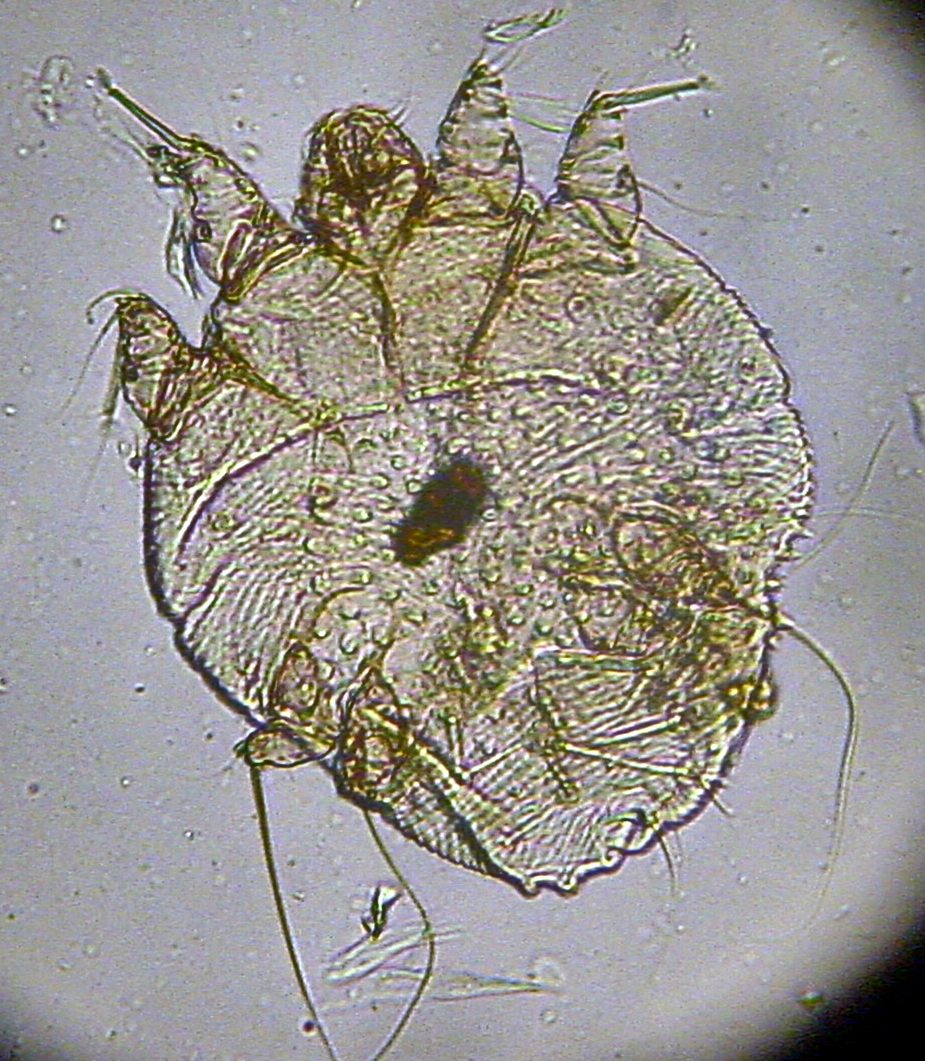
Sarcoptes scabiei

L'albero filogenetico riportato in seguito è realizzato in seguito a una ricerca del 2010.
| Pseudoscorpionida | Pseudoscorpioni                                                                                  |
|                   | Pseudoscorpioni                                                                                  |
| Parasitiformes    | \| \| Ixodida (zecche) \| \| \| \| \| \| Artropodi parassiti, inc. Varroa destructor \| \| \| \| |
|                   | \| \| Ixodida (zecche) \| \| \| \| \| \| Artropodi parassiti, inc. Varroa destructor \| \| \| \| |
|                   | Ixodida (zecche)                                                                                 |
|                   |                                                                                                  |
|                   | Artropodi parassiti, inc. Varroa destructor                                                      |
|                   |                                                                                                  |

|  | Ixodida (zecche)                            |
|  |                                             |
|  | Artropodi parassiti, inc. Varroa destructor |
|  |                                             |

| Pseudoscorpionida | Pseudoscorpioni                                                                                  |
|                   | Pseudoscorpioni                                                                                  |
| Parasitiformes    | \| \| Ixodida (zecche) \| \| \| \| \| \| Artropodi parassiti, inc. Varroa destructor \| \| \| \| |
|                   | \| \| Ixodida (zecche) \| \| \| \| \| \| Artropodi parassiti, inc. Varroa destructor \| \| \| \| |
|                   | Ixodida (zecche)                                                                                 |
|                   |                                                                                                  |
|                   | Artropodi parassiti, inc. Varroa destructor                                                      |
|                   |                                                                                                  |

|  | Ixodida (zecche)                            |
|  |                                             |
|  | Artropodi parassiti, inc. Varroa destructor |
|  |                                             |

| Pseudoscorpionida | Pseudoscorpioni                                                                                  |
|                   | Pseudoscorpioni                                                                                  |
| Parasitiformes    | \| \| Ixodida (zecche) \| \| \| \| \| \| Artropodi parassiti, inc. Varroa destructor \| \| \| \| |
|                   | \| \| Ixodida (zecche) \| \| \| \| \| \| Artropodi parassiti, inc. Varroa destructor \| \| \| \| |
|                   | Ixodida (zecche)                                                                                 |
|                   |                                                                                                  |
|                   | Artropodi parassiti, inc. Varroa destructor                                                      |
|                   |                                                                                                  |

|  | Ixodida (zecche)                            |
|  |                                             |
|  | Artropodi parassiti, inc. Varroa destructor |
|  |                                             |

| Pseudoscorpionida | Pseudoscorpioni                                                                                  |
|                   | Pseudoscorpioni                                                                                  |
| Parasitiformes    | \| \| Ixodida (zecche) \| \| \| \| \| \| Artropodi parassiti, inc. Varroa destructor \| \| \| \| |
|                   | \| \| Ixodida (zecche) \| \| \| \| \| \| Artropodi parassiti, inc. Varroa destructor \| \| \| \| |
|                   | Ixodida (zecche)                                                                                 |
|                   |                                                                                                  |
|                   | Artropodi parassiti, inc. Varroa destructor                                                      |
|                   |                                                                                                  |

|  | Ixodida (zecche)                            |
|  |                                             |
|  | Artropodi parassiti, inc. Varroa destructor |
|  |                                             |

| Acariformes | \| \| Trombidiformes (trombiculidi, acari di velluto, …) \| \| \| \| \| \| Sarcoptiformes (acari della polvere, acari del pelo, …) \| \| \| \| |
|             | \| \| Trombidiformes (trombiculidi, acari di velluto, …) \| \| \| \| \| \| Sarcoptiformes (acari della polvere, acari del pelo, …) \| \| \| \| |
| Solifugae   | |
|             | |
|             | Trombidiformes (trombiculidi, acari di velluto, …)                                                                                             |
|             | |
|             | Sarcoptiformes (acari della polvere, acari del pelo, …)                                                                                        |
|             | |

|  | Trombidiformes (trombiculidi, acari di velluto, …)      |
|  |                                                         |
|  | Sarcoptiformes (acari della polvere, acari del pelo, …) |
|  |                                                         |

| Acariformes | \| \| Trombidiformes (trombiculidi, acari di velluto, …) \| \| \| \| \| \| Sarcoptiformes (acari della polvere, acari del pelo, …) \| \| \| \| |
|             | \| \| Trombidiformes (trombiculidi, acari di velluto, …) \| \| \| \| \| \| Sarcoptiformes (acari della polvere, acari del pelo, …) \| \| \| \| |
| Solifugae   | |
|             | |
|             | Trombidiformes (trombiculidi, acari di velluto, …)                                                                                             |
|             | |
|             | Sarcoptiformes (acari della polvere, acari del pelo, …)                                                                                        |
|             | |

|  | Trombidiformes (trombiculidi, acari di velluto, …)      |
|  |                                                         |
|  | Sarcoptiformes (acari della polvere, acari del pelo, …) |
|  |                                                         |

| Acariformes | \| \| Trombidiformes (trombiculidi, acari di velluto, …) \| \| \| \| \| \| Sarcoptiformes (acari della polvere, acari del pelo, …) \| \| \| \| |
|             | \| \| Trombidiformes (trombiculidi, acari di velluto, …) \| \| \| \| \| \| Sarcoptiformes (acari della polvere, acari del pelo, …) \| \| \| \| |
| Solifugae   | |
|             | |
|             | Trombidiformes (trombiculidi, acari di velluto, …)                                                                                             |
|             | |
|             | Sarcoptiformes (acari della polvere, acari del pelo, …)                                                                                        |
|             | |

|  | Trombidiformes (trombiculidi, acari di velluto, …)      |
|  |                                                         |
|  | Sarcoptiformes (acari della polvere, acari del pelo, …) |
|  |                                                         |

| Acariformes | \| \| Trombidiformes (trombiculidi, acari di velluto, …) \| \| \| \| \| \| Sarcoptiformes (acari della polvere, acari del pelo, …) \| \| \| \| |
|             | \| \| Trombidiformes (trombiculidi, acari di velluto, …) \| \| \| \| \| \| Sarcoptiformes (acari della polvere, acari del pelo, …) \| \| \| \| |
| Solifugae   | |
|             | |
|             | Trombidiformes (trombiculidi, acari di velluto, …)                                                                                             |
|             | |
|             | Sarcoptiformes (acari della polvere, acari del pelo, …)                                                                                        |
|             | |

|  | Trombidiformes (trombiculidi, acari di velluto, …)      |
|  |                                                         |
|  | Sarcoptiformes (acari della polvere, acari del pelo, …) |
|  |                                                         |

| Pseudoscorpionida | Pseudoscorpioni                                                                                  |
|                   | Pseudoscorpioni                                                                                  |
| Parasitiformes    | \| \| Ixodida (zecche) \| \| \| \| \| \| Artropodi parassiti, inc. Varroa destructor \| \| \| \| |
|                   | \| \| Ixodida (zecche) \| \| \| \| \| \| Artropodi parassiti, inc. Varroa destructor \| \| \| \| |
|                   | Ixodida (zecche)                                                                                 |
|                   |                                                                                                  |
|                   | Artropodi parassiti, inc. Varroa destructor                                                      |
|                   |                                                                                                  |

|  | Ixodida (zecche)                            |
|  |                                             |
|  | Artropodi parassiti, inc. Varroa destructor |
|  |                                             |

| Pseudoscorpionida | Pseudoscorpioni                                                                                  |
|                   | Pseudoscorpioni                                                                                  |
| Parasitiformes    | \| \| Ixodida (zecche) \| \| \| \| \| \| Artropodi parassiti, inc. Varroa destructor \| \| \| \| |
|                   | \| \| Ixodida (zecche) \| \| \| \| \| \| Artropodi parassiti, inc. Varroa destructor \| \| \| \| |
|                   | Ixodida (zecche)                                                                                 |
|                   |                                                                                                  |
|                   | Artropodi parassiti, inc. Varroa destructor                                                      |
|                   |                                                                                                  |

|  | Ixodida (zecche)                            |
|  |                                             |
|  | Artropodi parassiti, inc. Varroa destructor |
|  |                                             |

| Pseudoscorpionida | Pseudoscorpioni                                                                                  |
|                   | Pseudoscorpioni                                                                                  |
| Parasitiformes    | \| \| Ixodida (zecche) \| \| \| \| \| \| Artropodi parassiti, inc. Varroa destructor \| \| \| \| |
|                   | \| \| Ixodida (zecche) \| \| \| \| \| \| Artropodi parassiti, inc. Varroa destructor \| \| \| \| |
|                   | Ixodida (zecche)                                                                                 |
|                   |                                                                                                  |
|                   | Artropodi parassiti, inc. Varroa destructor                                                      |
|                   |                                                                                                  |

|  | Ixodida (zecche)                            |
|  |                                             |
|  | Artropodi parassiti, inc. Varroa destructor |
|  |                                             |

| Pseudoscorpionida | Pseudoscorpioni                                                                                  |
|                   | Pseudoscorpioni                                                                                  |
| Parasitiformes    | \| \| Ixodida (zecche) \| \| \| \| \| \| Artropodi parassiti, inc. Varroa destructor \| \| \| \| |
|                   | \| \| Ixodida (zecche) \| \| \| \| \| \| Artropodi parassiti, inc. Varroa destructor \| \| \| \| |
|                   | Ixodida (zecche)                                                                                 |
|                   |                                                                                                  |
|                   | Artropodi parassiti, inc. Varroa destructor                                                      |
|                   |                                                                                                  |

|  | Ixodida (zecche)                            |
|  |                                             |
|  | Artropodi parassiti, inc. Varroa destructor |
|  |                                             |

| Acariformes | \| \| Trombidiformes (trombiculidi, acari di velluto, …) \| \| \| \| \| \| Sarcoptiformes (acari della polvere, acari del pelo, …) \| \| \| \| |
|             | \| \| Trombidiformes (trombiculidi, acari di velluto, …) \| \| \| \| \| \| Sarcoptiformes (acari della polvere, acari del pelo, …) \| \| \| \| |
| Solifugae   | |
|             | |
|             | Trombidiformes (trombiculidi, acari di velluto, …)                                                                                             |
|             | |
|             | Sarcoptiformes (acari della polvere, acari del pelo, …)                                                                                        |
|             | |

|  | Trombidiformes (trombiculidi, acari di velluto, …)      |
|  |                                                         |
|  | Sarcoptiformes (acari della polvere, acari del pelo, …) |
|  |                                                         |

| Acariformes | \| \| Trombidiformes (trombiculidi, acari di velluto, …) \| \| \| \| \| \| Sarcoptiformes (acari della polvere, acari del pelo, …) \| \| \| \| |
|             | \| \| Trombidiformes (trombiculidi, acari di velluto, …) \| \| \| \| \| \| Sarcoptiformes (acari della polvere, acari del pelo, …) \| \| \| \| |
| Solifugae   | |
|             | |
|             | Trombidiformes (trombiculidi, acari di velluto, …)                                                                                             |
|             | |
|             | Sarcoptiformes (acari della polvere, acari del pelo, …)                                                                                        |
|             | |

|  | Trombidiformes (trombiculidi, acari di velluto, …)      |
|  |                                                         |
|  | Sarcoptiformes (acari della polvere, acari del pelo, …) |
|  |                                                         |

| Acariformes | \| \| Trombidiformes (trombiculidi, acari di velluto, …) \| \| \| \| \| \| Sarcoptiformes (acari della polvere, acari del pelo, …) \| \| \| \| |
|             | \| \| Trombidiformes (trombiculidi, acari di velluto, …) \| \| \| \| \| \| Sarcoptiformes (acari della polvere, acari del pelo, …) \| \| \| \| |
| Solifugae   | |
|             | |
|             | Trombidiformes (trombiculidi, acari di velluto, …)                                                                                             |
|             | |
|             | Sarcoptiformes (acari della polvere, acari del pelo, …)                                                                                        |
|             | |

|  | Trombidiformes (trombiculidi, acari di velluto, …)      |
|  |                                                         |
|  | Sarcoptiformes (acari della polvere, acari del pelo, …) |
|  |                                                         |

| Acariformes | \| \| Trombidiformes (trombiculidi, acari di velluto, …) \| \| \| \| \| \| Sarcoptiformes (acari della polvere, acari del pelo, …) \| \| \| \| |
|             | \| \| Trombidiformes (trombiculidi, acari di velluto, …) \| \| \| \| \| \| Sarcoptiformes (acari della polvere, acari del pelo, …) \| \| \| \| |
| Solifugae   | |
|             | |
|             | Trombidiformes (trombiculidi, acari di velluto, …)                                                                                             |
|             | |
|             | Sarcoptiformes (acari della polvere, acari del pelo, …)                                                                                        |
|             | |

|  | Trombidiformes (trombiculidi, acari di velluto, …)      |
|  |                                                         |
|  | Sarcoptiformes (acari della polvere, acari del pelo, …) |
|  |                                                         |

La sottoclasse è divisa come segue:
Superordine Acariformes
- Ordine Astigmata
  - Superfamiglia Acaroidea
  - Superfamiglia Analgoidea
  - Superfamiglia Canestrinioidea
  - Superfamiglia Freyanoidea
  - Superfamiglia Glycyphagoidea
  - Superfamiglia Hemisarcoptoidea
  - Superfamiglia Histiostomatoidea
  - Superfamiglia Hypoderatoidea
  - Superfamiglia Pterolichoidea
  - Superfamiglia Sarcoptoidea
  - Famiglia Cytoditidae
  - Famiglia Heteropsoridae
- Ordine Oribatida
  - Sottordine Brachypylina
  - Sottordine Enarthronota
  - Sottordine Holosomata
  - Sottordine Mixonomata
  - Sottordine Palaeosomata
  - Sottordine Parhyposomata
  - Sottordine Acaroidea
  - Sottordine Acaroidea
- Ordine Prostigmata
  - Sottordine Anystina
  - Sottordine Eleutherengona
  - Sottordine Endeostigmata
  - Sottordine Eupodina

Superordine Opilioacariformes
- Ordine Opilioacarida
  - Superfamiglia Opilioacaroidea

Superordine Parasitiformes
- Ordine Holothyrida
  - Superfamiglia Holothyroidea
- Ordine Ixodida
  - Sottordine Argasina
  - Sottordine Ixodina
- Ordine Mesostigmata
  - Sottordine Antennophorina
  - Sottordine Arctacarina
  - Sottordine Cercomegistina
  - Sottordine Dermanyssina
  - Sottordine Epicriina
  - Sottordine Microgyniina
  - Sottordine Parasitina
  - Sottordine Sejina
  - Sottordine Uropodina
  - Famiglia Coprozerconidae
  - Famiglia Dwigubskyiidae
  - Famiglia Entonyssidae

Superordine Sarcoptiformes
Stando alle analisi molecolari del DNA, Acarina è un taxon polifiletico.

## Distribuzione e habitat
Sono state descritte circa 30 000 specie (ma si pensa possano esisterne circa 500 000) diffuse in tutto il mondo ed in quasi tutti gli ambienti naturali ed antropizzati: gli Oribatei vivono nel muschio e nel terriccio, dando la caccia a piccole prede; gli Idracnidi popolano le acque dolci, mentre gli Alacaridi vivono nel mare; i Tiroglifi vivono sul materiale organico come la farina, i formaggi e la frutta secca, causando frequentemente acariasi agli addetti alla manipolazione di derrate infestate, come nel caso di cereali colonizzati da Pediculoides ventricosus.

## Rapporti con l'uomo
Molte specie di acari sono causa per l'uomo di forti allergie come asma e raffreddore e si nutrono di forfora umana e polvere insediandosi nei materassi, nelle moquette o nei tappeti. Tra le specie più note, generalmente ematofagi che infestano uomini e animali insediandosi sulla cute o sotto di essa, citiamo gli Ixodida comunemente noti come zecche, le quali oltre a provocare fastidiose irritazioni cutanee (note col nome di rogna), possono essere vettori di pericolose malattie, causate da agenti patogeni come Babesia e Rickettsie; di notevole importanza come responsabili della scabbia citiamo i Sarcoptidi tra cui la Sarcoptes scabiei che scava minuscole gallerie sotto la cute dove trova nutrimento e ambiente adatto all'ovideposizione della femmina; particolarmente visibili sono gli attacchi dei Demodecidi che vivono sulla pelle dell'ospite, in particolare la specie Demodex folliculorum colonizzando le ghiandole sebacee e i follicoli piliferi del viso provoca fastidiose follicoliti, mentre nel cane e in altri animali domestici provoca la rogna follicolare con conseguente caduta del pelo, desquamazione epidermica e in alcuni casi pustole ad esito sclerotico. I pollai possono essere infestati dalle specie del genere Dermanyssus che provocano fastidiosi pruriti e perdita di produttività negli animali allevati.
Nei vegetali gli acari provocano la formazione di galle e malformazioni fogliari, in particolare le colture agricole possono subire attacchi da Tetranichidi, Eriofidi, Tenuipalpi e Tarsonemidi.
Da non sottovalutare infine l'azione degli acari Epidermoptidi che colonizzano le abitazioni e con il genere Dermatophagoides presente nella polvere, possono causare fastidiose allergie negli umani.